# Пешкув (Львувецький повіт)
Пешкув (пол. Pieszków) — село в Польщі, у гміні Львувек-Шльонський Львувецького повіту Нижньосілезького воєводства.
Населення — 54 особи (2011).
У 1975—1998 роках село належало до Єленьоґурського воєводства.

## Демографія
Демографічна структура станом на 31 березня 2011 року:
|          | Загалом | Допрацездатний вік | Працездатний вік | Постпрацездатний вік |
| -------- | ------- | ------------------ | ---------------- | -------------------- |
| Чоловіки | 28      | 7                  | 21               | 0                    |
| Жінки    | 26      | 8                  | 14               | 4                    |
| Разом    | 54      | 15                 | 35               | 4                    |